# Martin Coupaye
Auguste Eugène Martin, dit Martin Coupaye (Coupaye était le nom de son épouse), né le 17 novembre 1866 à Fumay (Ardennes) et mort le 26 février 1925 à Fumay.

## Biographie
D'abord apprenti boulanger il travaille ensuite à l'ardoisière du Moulin Sainte-Anne où il apprend le travail de transformation du schiste en ardoise. Ouvrier militant, il prend rapidement la défense des droits de la profession, peu reconnue. La faiblesse des syndicats ardoisiers repose sur leur nombre : trop nombreux et trop spécialisés, chaque corps de métier a ses propres représentants syndicaux, ils sont dans l'impossibilité d'imposer un discours commun. Martin Coupaye recherche donc à créer un syndicat local fort. Il atteint ce premier objectif le 27 janvier 1902 avec la création de la Chambre Syndicale des Ouvriers Ardoisiers et Parties Similaires. Leur objectif est de faire reconnaître les ardoisiers comme des mineurs, et non comme des carriers comme le définit alors le code minier, et d'obtenir à la profession les mêmes droits que les mineurs de charbon : droits à la retraite et journée de travail limitée à 8 heures.
En 1903, la chambre syndicale rejoint la Fédération Nationale des Mineurs. Un an plus tard, Martin Coupaye rencontre son homologue angevin, Ludovic Ménard. Si ce dernier a réalisé un travail équivalent au syndicaliste ardennais, il a posé les bases, en 1904; d'un mouvement national avec la fondation de la Fédération Nationale des Ardoisiers. Le syndicat fumacien porté par Martin Coupaye, bientôt suivi des autres syndicats ardennais. En 1910, la Fédération Nationale des Ardoisiers fusionne avec la  Fédération Nationale des Mineurs, laquelle devient la Fédération Nationale des Travailleurs du Sous-Sol. Martin Coupaye et Ménard sont désignés pour représenter la profession au ministre du travail, Viviani. La guerre interrompt les négociations. La journée de huit heures est obtenue en 1919, l'assimilation au régime de retraite des mineurs en 1920 après la menace de grèves illimitées. 
En 1922, il est candidat communiste au siège de conseiller général du canton de Fumay. Il n'est pas élu.
Un édicule commémoratif fut érigé en sa mémoire sur une place de Fumay en 1963, la place d'Auchel.